# Kollektivisme
Kollektivisme er en politisk ideologi, som lægger vægt på den samlede gruppe af mennesker frem for det enkelte individ. Kollektivisterne hævder, at det individualistiske samfund har formet mennesket til at blive egoistisk, og hvis man i samfundet får en gennemgående kollektivisme, så vil mennesket udvikles til et kulturelt og kollektivt væsen. Til modsætning menes det, at individualisme gør mennesket destruktivt mod sig selv og andre. Kollektivister mener også, at når et individ fremlægger ideér eller fremviser synspunkter, gør individet det udelukkende med formålet at fremme sin egen gruppes, f.eks. køn eller races, interesserer eller ideér.
| filosofi | Spire Denne filosofiartikel er en spire som bør udbygges. Du er velkommen til at hjælpe Wikipedia ved at udvide den. |

| Politik | Spire Denne artikel om politik og ideologi er en spire som bør udbygges. Du er velkommen til at hjælpe Wikipedia ved at udvide den. |